# South Haven, Michigan
South Haven är en ort i Allegan County, och Van Buren County, i Michigan. Vid 2020 års folkräkning hade South Haven 3 964 invånare.